# Castillo de Toppeladugård
El Castillo de Toppeladugård (en sueco: Toppeladugårds slott) es una mansión en el municipio de Lund en Escania, Suecia. Varios de los edificios adjuntos, así como el parque en torno al castillo, tienen su origen en el siglo XVIII.

## Historia
Originalmente, Toppeladugård era una pequeña granja. Toppeladugård era originalmente una dependencia del castillo de Häckeberga. En 1720, la propiedad fue comprada por Christina Piper (1673-1752) quien hizo construir el primer castillo y el jardín barroco a su alrededor.
En 1918, Toppeladugård fue adquirido por Johan Kuylenstierna. Los antiguos edificios de tres plantas estaban en malas condiciones en el tiempo de la adquisición y pronto demolió el edificio principal y el ala oeste. El actual edificio en estilo Renacentista fue erigido en 1918-1920 sobre las bases del diseño de Lars Johan Lehming (1871-1940).